# Колимвари
Колимва́ри (греч. Κολυμβάρι, также известный как Колимба́ри, греч. Κολυμπάρι) — деревня в Греции на севере Крита. Находится на южной оконечности полуострова Родопос на побережье залива Ханья Критского моря в 24 километрах к западу от Ханьи. По программе Калликратиса с 2011 года входит в общину (дим) Платаньяс в периферийной единице Ханья в периферии Крит. Население 1088 жителей по переписи 2011 года.
Колимвари является местным центром торговли и рыболовства. Он не имеет песчаного пляжа, и поэтому не столь популярен у туристов, как близлежащие курорты Малеме и Платаньяс. Недалеко от города расположен старинный монастырь Гонья.
В начале турецко-венецианской войны в 1645 году здесь высадился турецкий десант. В ходе критского восстания в 1897 году здесь высадился экспедиционный корпус под командованием Тимолеона Вассоса, что привело к началу Первой греко-турецкой войны.
В городе расположена Критская духовная академия, где в июне 2016 года состоялся Всеправославный собор.

## Экономика
Район Колимвари является одним из центров производства оливкового масла.

## Местное сообщество Колимвари
В местное сообщество Колимвари входит монастырь Гонья. Население 1109 жителей по переписи 2011 года. Площадь 6,473 квадратных километров.
| Наименование    | Население (2011), человек |
| --------------- | ------------------------- |
| Колимвари       | 1088                      |
| Монастырь Гонья | 21                        |

## Население
| Год  | Население, человек |
| ---- | ------------------ |
| 1991 | 716                |
| 2001 | 919                |
| 2011 | ↗ 1088             |